# James D. Phelan

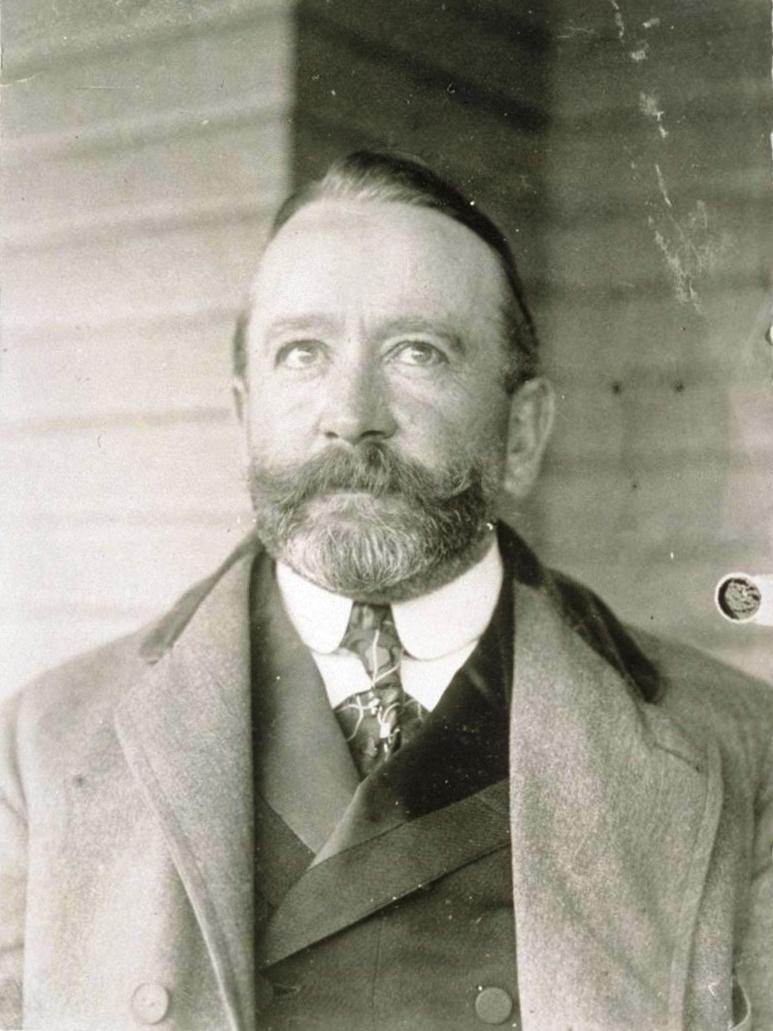
James D. Phelan (1910)

James Duval Phelan (* 20. April 1861 in San Francisco, Kalifornien; † 7. August 1930 in Saratoga, Kalifornien) war ein amerikanischer Politiker (Demokratische Partei) und Bankier.

## Frühe Jahre
Phelan wurde in San Francisco als Sohn eines irischen Immigranten geboren, der im Goldrausch wohlhabend geworden war. Er graduierte an der University of San Francisco im Jahr 1881. Danach studierte er Rechtswissenschaften an der University of California in Berkeley und wurde wie sein Vater Banker.

## Karriere
Von 1897 bis 1902 war Phelan Bürgermeister der Stadt San Francisco, wo er durch die Einführung von Staatsanleihen genügend Geld auftreiben konnte, um wesentliche Reformprojekte durchzusetzen (vgl. Geschichte der Stadt San Francisco). Sein Nachfolger wurde Eugene Schmitz.
Um die Jahrhundertwende kaufte Phelan große Ländereien in der Umgebung der San Francisco Bay auf und erwarb die Wasserrechte am Tuolumne River. Er wollte damit die öffentliche Wasser- und Stromversorgung in „Greater San Francisco“ sicherstellen. Zwar versuchte der damalige US-Innenminister Ethan A. Hitchcock Phelan aufzuhalten, worauf dieser aber von Präsident Theodore Roosevelt zurückgepfiffen wurde.

## Einsatz in der Folge des Erdbebens von 1906
Phelan wurde ins Committee of Fifty berufen, das nach dem folgenschweren Erdbeben von 1906 zur Bewältigung der Krise eingesetzt wurde. Als dann Edward Thomas Devin im Auftrag des Präsidenten die Gelder des Roten Kreuzes verwaltete, wurde Phelan an seine Seite berufen. Dies vorwiegend, damit Eugene Schmitz nichts davon in die Hände bekam, denn es gab erhebliche Bestechungsvorwürfe gegen Schmitz (die schließlich auch zu seiner Verhaftung führten). Nach dem Rücktritt von Devin übernahm Phelan auch den Posten an der Spitze des Roten Kreuzes.

## Senator

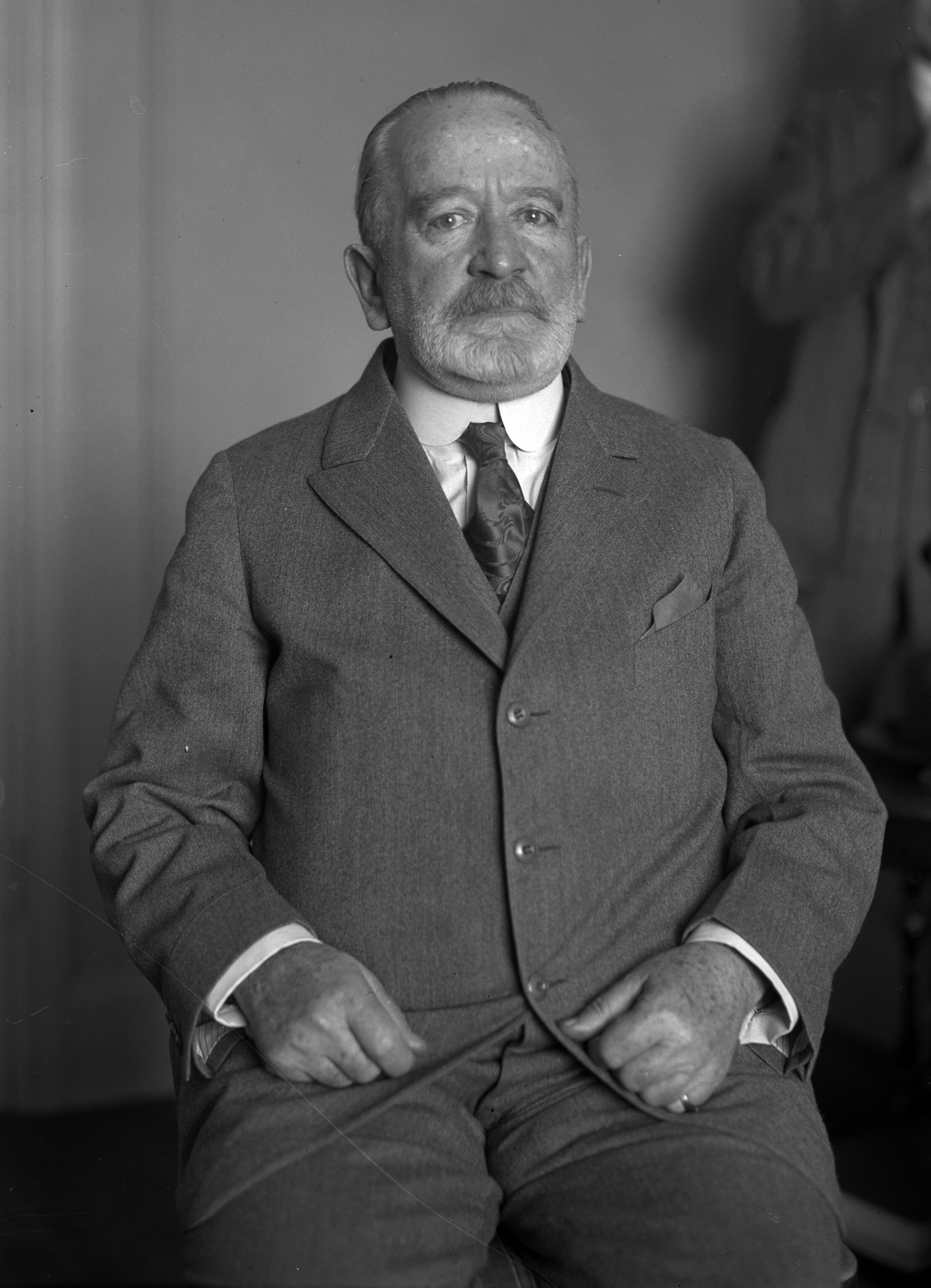
Phelan um 1920

1914 kandidierte Phelan für die Demokraten um einen Sitz im US-Senat. Er gewann die Wahl und gehörte vom 4. März 1915 bis zum 3. März 1921 diesem an. 1920 verlor er die Wiederwahl gegen den Republikaner Samuel M. Shortridge, möglicherweise wegen seiner allzu konservativen Kampagne. Eines seiner Wahlkampfposter war mit „Keep California White“ (haltet Kalifornien weiß) übertitelt.

## Villa Montalvo und sein Erbe

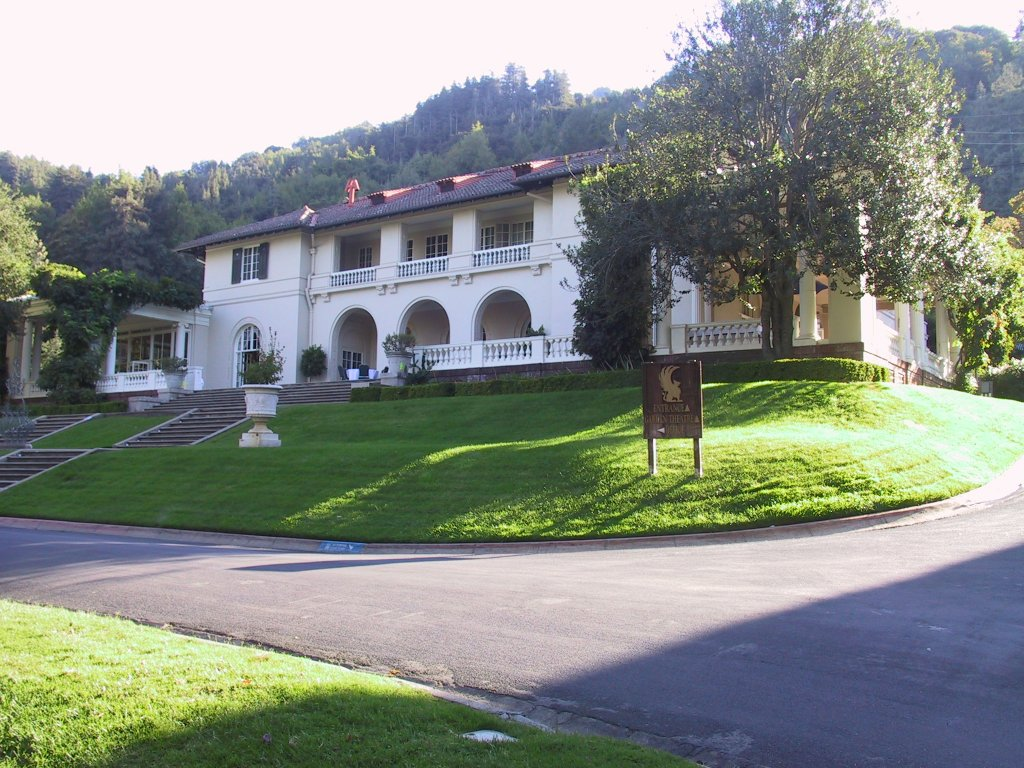
Villa Montalvo, Phelans Haus

Nach seiner Zeit im Senat kehrte Phelan zum Bankwesen zurück und sammelte Kunst. Er starb 1930 in seinem Haus in Saratoga. Nach seinem Tod vermachte er sein Anwesen dem kalifornischen Volk. Montalvo ist heute ein vom Staat betriebenes Kulturzentrum. Auch ein Teil seiner Korrespondenz kann in der dortigen Bibliothek besichtigt werden. Phelan ist im Familienmausoleum in Colma beerdigt.
Unter anderem ist die Phelan Avenue in San Francisco ist nach ihm benannt. Das kleine Dorf Phelan im High Desert trägt ebenfalls seinen Namen.